# Dimitrios Eleftheropoulos
Dimítris Eleftheropoulos - em grego, Δημήτρης Ελευθερόπουλος (Pireu, 7 de agosto de 1976) é um ex-futebolista e treinador d efutebol grego que atuava como goleiro. Atualmente comanda o Panserraikos.

## Carreira
Torcedor do Olympiacos na juventude, Eleftheropoulos iniciou a carreira no clube em 1994, permanecendo durante 10 anos - exceção à temporada 1995–96, quando defendeu o Proodeftiki em 30 jogos. Até 1996, ficava atrás de Foto Strakosha e Alekos Rantos na relação de goleiros do time, porém as lesões e o mau desempenho da dupla em vários jogos fizeram com que o treinador Dušan Bajević desse uma oportunidade a Eleftheropoulos, que disputou 9 partidas. Com a saída de Strakosha, tornou-se reserva imediato de Rantos por uma temporada antes de assumir a titularidade em 1998.
Com a chegada de Antonis Nikopolidis, deixou o clube em 2004 após 152 partidas pelo Campeonato Grego (170 no total), sagrando-se heptacampeão nacional e conquistando uma Copa da Grécia em 1998–99. Entre 2004 e 2009, passou pelo futebol italiano, defendendo Messina, Ascoli[carece de fontes?] e Siena (em partidas oficiais), além de ter feito 2 amistosos com o Milan, porém os rossoneri optaram em não contratá-lo e liberaram o goleiro para assinar com a Roma, onde também não atuou.
De volta ao seu país natal, jogou por PAS Giannina, Iraklis e Panionios, onde se aposentou em 2011, voltando em 2012 para iniciar a carreira de técnico. Exerceu a função também no AEK Larnaca, Olympiakos Volou, Panthrakikos, Veria, Asteras Tripolis, Kerkyra, Iraklis, Panachaiki e Kifisia. Desde julho de 2022, comanda o Panserraikos, equipe da segunda divisão nacional.

## Seleção Grega
A estreia de Eleftheropoulos pela Seleção Grega foi num amistoso contra a Bélgica, em 1999. Embora tivesse feito boas partidas pelas eliminatórias da Copa de 2002, foi preterido após divergências com o técnico Vassilis Daniil.
O goleiro ainda perdeu a chance de disputar a Eurocopa de 2004, pois Otto Rehhagel optou em convocar Nikopolidis (titular), Konstantinos Chalkias e Fanis Katergiannakis (reservas) para a competição, encerrando sua carreira internacional após 12 jogos.

## Títulos
Olympiacos
- Campeonato Grego: 1996–97, 1997–98, 1998–99, 1999–2000, 2000–01, 2001–02, 2002–03
- Copa da Grécia: 1998–99